# Bala (Palestyna)
Bala – miasto w Palestynie, w muhafazie Tulkarm. Według danych Palestyńskiego Centralnego Biura Statystycznego w 2016 roku liczyło 7746 mieszkańców.